# 敬公 (衛)
敬公（けいこう、生年不詳 - 紀元前432年）は、戦国時代の衛の君主。名は弗、あるいは費（『史記集解』の引く『世本』による）。悼公の子。紀元前451年、悼公が死去すると、後を嗣いで衛国の君主となった。紀元前432年、死去した。在位19年。